# Sloppy Joe III
『Sloppy Joe III』（スラッピー・ジョー・スリー）は、大江千里6枚目のベスト・アルバム。2006年4月19日、ソニー・ミュージックダイレクトよりリリース。

## 解説
約12年振りとなるSloppy Joeシリーズの第3弾。ファンによるインターネットでのリクエストから選ばれたベスト・アルバム。選曲は投票数でなくリクエスト時、メッセージが込められた想いに揺り動かされての選曲。収録曲は全曲デジタル・リマスター。初盤は前2作シリーズ同様、デジパック仕様。

## 収録曲
全曲作詞・作曲：大江千里
1. 未来乗車券
2. 今日はこんな感じ
3. DOG'S LIFE
4. サヴォタージュ
5. ゲームオーバー
6. A DAY
7. 年上の彼氏によろしく
8. 都合いい友達
9. 舞子VILLA Beach
10. WE ARE TRAVELLIN' BAND
11. ジェシオ'S BAR
12. 今日のきみに贈る歌
13. 本降りになったら
14. 母の手
15. Let it be, SWEET (Album Version)
16. JANUARY
17. 夏渡し
18. 砂の城

### SonyMusic
- Sloppy Joe III  –  ディスコグラフィ